# FluxBB
FluxBB — один из самых быстрых и лёгких форумов с открытым исходным кодом, написан на PHP. Изначально движок, известный как PunBB, был создан, чтобы быть быстрым, небольшим, без графических излишеств в сравнении с другими форумами. Он предоставляет только базовые опции веб-форума. Ветвление произошло 9 мая 2008 года.
FluxBB может работать на любом Веб сервере, поддерживающем PHP. Для хранения информации FluxBB может использовать MySQL, PostgreSQL или SQLite.

## Характеристики
- Соответствие стандартам XHTML и CSS [6]
- Поддержка MySQL, PostgreSQL и SQLite
- Лёгкая локализация
- Полная поддержка UTF-8 (начиная с v1.3)
- Распространяется под лицензией GNU General Public License v2

## История
FluxBB ответвился от PunBB 9 мая 2008. В 2007 PunBB был продан коммерческой компании. Разработка продолжилась под руководством Rickard Andersson до апреля 2008. В это время он заявил, что сократит своё участие в проекте, по крайней мере, временно.
В связи со сложившимися обстоятельствами (в том числе и разногласиями с новым владельцем) разработчики Connor Dunn (Connorhd), Neal Poole (Smartys), Kristoffer Jansson, Paul Sullivan решили основать новую ветку проекта.
На SourceForge.net FluxBB был объявлен финалистом награды «Выбор Сообщества 2008» в категории «Лучший новый проект».

## Сравнение с PunBB
Незадолго до ветвления родительская ветка (PunBB) получила систему плагинов, благодаря которой возможно быстро (за пару кликов) добавить новую функциональность. Обратной стороной улучшения стала несовместимость с большой базой модов и стилей, наработанной за годы существования версии 1.2. Также значительно возросли требования к ресурсам сервера и упала скорость. 
После разделения PunBB и FluxBB некоторое время параллельно разрабатывали направление 1.3, причём со стороны FluxBB часто звучали обвинения в копировании без упоминания авторства. К маю 2009 года разработчики FluxBB пришли к убеждению, что это тупиковый путь и стартовали новую версию. Новый FluxBB получил индекс 1.4, что как бы подчеркивает превосходство над родительской веткой. Фактически же 1.4 базируется на более ранней и стабильной версии 1.2.
Таким образом, FluxBB сохранил те качества, за которые пользователи ценили «старый» PunBB — скорость и небольшой объем, но из него исключён механизм расширений. Пути развития PunBB и FluxBB разошлись окончательно.